# Šárka Křížková
Šárka Křížková (* 2. Mai 1990) ist eine tschechische Badmintonspielerin. 

## Karriere
Šárka Křížková wurde 2008 und 2009 tschechische Juniorenmeisterin im Damendoppel mit Petra Hofmanová. 2008 gewann sie auch ihren ersten Mannschaftstitel mit TJ Sokol Dobruška. 2012 erkämpfte sie sich ihren ersten Titel bei den tschechischen Einzelmeisterschaften. International nahm sie 2010 an den Badminton-Weltmeisterschaften und 2012 an den Europameisterschaften teil.

## Referenzen
- Šárka Křížková beim Badminton-Weltverband

| Personendaten    | Personendaten                   |
| ---------------- | ------------------------------- |
| NAME             | Křížková, Šárka                 |
| KURZBESCHREIBUNG | tschechische Badmintonspielerin |
| GEBURTSDATUM     | 2. Mai 1990                     |